# Psidium donianum
Psidium donianum är en myrtenväxtart som beskrevs av Otto Karl Berg. Psidium donianum ingår i släktet Psidium och familjen myrtenväxter. Inga underarter finns listade i Catalogue of Life.